# Conflit de Bakassi
 (mars 2022).
La mise en forme du texte ne suit pas les recommandations de Wikipédia : il faut le « wikifier ».
Les points d'amélioration suivants sont les cas les plus fréquents. Le détail des points à revoir est peut-être précisé sur la page de discussion.
- Les titres sont pré-formatés par le logiciel. Ils ne sont ni en capitales, ni en gras.
- Le texte ne doit pas être écrit en capitales (les noms de famille non plus), ni en gras, ni en italique, ni en « petit »…
- Le gras n'est utilisé que pour surligner le titre de l'article dans l'introduction, une seule fois.
- L'italique est rarement utilisé : mots en langue étrangère, titres d'œuvres, noms de bateaux, etc.
- Les citations ne sont pas en italique mais en corps de texte normal. Elles sont entourées par des guillemets français : « et ».
- Les listes à puces sont à éviter, des paragraphes rédigés étant largement préférés. Les tableaux sont à réserver à la présentation de données structurées (résultats, etc.).
- Les appels de note de bas de page (petits chiffres en exposant, introduits par l'outil «  Source ») sont à placer entre la fin de phrase et le point final[comme ça].
- Les liens internes (vers d'autres articles de Wikipédia) sont à choisir avec parcimonie. Créez des liens vers des articles approfondissant le sujet. Les termes génériques sans rapport avec le sujet sont à éviter, ainsi que les répétitions de liens vers un même terme.
- Les liens externes sont à placer uniquement dans une section « Liens externes », à la fin de l'article. Ces liens sont à choisir avec parcimonie suivant les règles définies. Si un lien sert de source à l'article, son insertion dans le texte est à faire par les notes de bas de page.
- La présentation des références doit suivre les conventions bibliographiques. Il est recommandé d'utiliser les modèles {{Ouvrage}}, {{Chapitre}}, {{Article}}, {{Lien web}} et/ou {{Bibliographie}}. Le mode d'édition visuel peut mettre en forme automatiquement les références.
- Insérer une infobox (cadre d'informations à droite) n'est pas obligatoire pour parachever la mise en page.

Pour une aide détaillée, merci de consulter Aide:Wikification.
Si vous pensez que ces points ont été résolus, vous pouvez retirer ce bandeau et améliorer la mise en forme d'un autre article.
Le conflit de Bakassi est une insurrection qui a débuté en 2006 dans la péninsule de Bakassi, au Cameroun, et qui est menée par des séparatistes locaux contre les forces armées camerounaises. Après l'indépendance du Cameroun et du Nigeria, la frontière entre les deux pays n'a pas été réglée et d'autres différends ont surgi. Le gouvernement nigérian a affirmé que la frontière était celle d'avant les accords britanniques et allemands de 1913. De son côté, le Cameroun revendiquait la frontière fixée par les accords germano-britanniques. Le différend frontalier s'est aggravé dans les années 1980 et 1990 après que des incidents frontaliers se soient produits, qui ont failli provoquer une guerre entre les deux pays.
En 1994, le Cameroun s'est adressé à la Cour internationale de justice (CIJ) pour éviter une guerre avec le Nigeria après de nombreux affrontements armés dans les régions contestées. Huit ans plus tard, la CIJ s'est prononcée en faveur du Cameroun et a confirmé la frontière établie en 1913 par les Britanniques et les Allemands comme frontière internationale entre les deux pays. Le Nigeria a confirmé qu'il allait transférer Bakassi au Cameroun.
En juin 2006, le Nigeria signe l'accord de Greentree, qui marque le transfert officiel de l'autorité dans la région, et l'armée nigériane se retire partiellement de Bakassi. De nombreux Bakassiens, qui se considéraient comme des Nigérians, se sont opposés à cette décision et ont commencé à s'armer le 2 juillet 2006. Deux ans plus tard, l'armée nigériane s'est totalement retirée de la péninsule, qui est passée sous contrôle camerounais. Plus de 50 personnes ont été tuées entre le début du conflit et le retrait total des Nigérians. Le conflit s'est en grande partie terminé le 25 septembre 2009 par un accord d'amnistie. Depuis lors, des affrontements sporadiques ont lieu à Bakassi. Seul un groupe local, les Bakassi Freedom Fighters (BFF), et des militants du delta du Niger ainsi que des séparatistes biafrais continuent de se battre.

## Contexte

### Débuts des disputes
Après l'indépendance du Nigeria et du Cameroun en 1960, le statut du Cameroun britannique n'était pas clair. Un plébiscite, parrainé et supervisé par les Nations Unies, a eu lieu au mois de février suivant, à l'issue duquel la partie nord du territoire, le Cameroun septentrional (Northern Cameroons) a voté pour rester dans le giron du Nigeria, tandis que la partie sud, le Cameroun méridional (Southern Cameroons) a voté pour la réunification avec le Cameroun. La partie nord du Cameroun britannique a été transférée au Nigeria au mois de juin suivant, tandis que la partie sud a rejoint le Cameroun en octobre. L'un des différends qui en résultent concerne la péninsule de Bakassi, une zone dotée d'importantes réserves de pétrole et de gaz, qui avait été administrée de facto par le Nigeria. Au début des années 1960, le Nigeria a reconnu que la péninsule ne faisait pas partie de son histoire. Le Nigeria a affirmé que les Britanniques avaient conclu un accord avec les chefs locaux pour assurer leur protection, et que la frontière de 1884 qui en résultait devait être la frontière officielle. Le Cameroun a affirmé que les accords frontaliers britannico-allemands de 1913 devaient délimiter la frontière entre les deux pays. Le différend n'était pas un problème majeur entre les deux pays jusqu'à ce que le président nigérian, Yakubu Gowon, soit renversé par le général Murtala Mohammed en juillet 1975. Mohammed a affirmé que Gowon avait accepté de transférer Bakassi au Cameroun lorsqu'il a signé la Déclaration de Maroua en juin. Le gouvernement de Mohammed n'a jamais ratifié l'accord, alors que le Cameroun le considérait comme étant en vigueur.

### Litige frontalier
Dans les années 1980, les tensions se sont accentuées à la frontière. Les deux pays ont failli entrer en guerre le 16 mai 1981, lorsque cinq soldats nigérians ont été tués lors d'affrontements frontaliers. Le Nigeria a affirmé que les soldats camerounais avaient tiré les premiers sur la patrouille nigériane. Le Cameroun a affirmé que les soldats nigérians ont ouvert le feu contre un navire camerounais près de Bakassi  et que le Nigeria a violé le droit international sur le territoire camerounais, Il y a eu deux autres incidents armés en février 1987 dans la région du lac Tchad ; trois Camerounais ont été enlevés et torturés par les Nigérians. La même année, des gendarmes camerounais ont attaqué 16 villages autour du lac Tchad et ont échangé le drapeau camerounais contre le drapeau nigérian. Un autre incident s'est produit le 13 mai 1989 lorsque des soldats nigérians ont abordé et inspecté un bateau de pêche camerounais près du lac Tchad. En avril 1990, des soldats nigérians ont enlevé et torturé deux personnes. Quelques mois plus tard, le Nigeria a affirmé que le Cameroun annexait neuf colonies de pêcheurs sur la péninsule. Entre avril 1990 et avril 1991, les soldats nigérians ont fait plusieurs incursions dans la ville de Jabane, remplaçant à une occasion le drapeau camerounais par l'étendard nigérian. En juillet suivant, les Nigérians ont occupé la ville de Kontcha. L'armée nigériane a menacé de manière voilée d'occuper certaines zones autour du lac Tchad. Une attaque camerounaise dans le lac Tchad en 1992-1993 a entraîné l'oppression des Nigérians, dont certains ont été tués et le reste soumis à une fiscalité discriminatoire. Malgré des années de négociations entre les deux pays, leurs relations se sont envenimées après que les soldats nigérians ont occupé Jabane et Diamond Island dans la péninsule de Bakassi le 17 novembre 1993.
Peu après, le Nigeria a accusé l'armée camerounaise d'avoir lancé des incursions à Bakassi et, en réponse, a envoyé 500 à 1 000 soldats pour protéger ses citoyens dans la péninsule en décembre. Les tensions se sont accrues lorsque le Nigeria et le Cameroun ont envoyé des forces supplémentaires à Bakassi le 21 décembre. En janvier suivant, les Camerounais ont tué un nombre inconnu de citoyens nigérians. Le 17 février 1994, le territoire occupé par le Nigeria près du lac Tchad a accueilli 3 000 réfugiés du village de Karena après qu'ils eurent fui une violente répression des Camerounais. Au cours de cette répression, 55 personnes ont été brûlées vives, 90 autres ont été blessées et certaines parties du village ont également été incendiées. Peu de temps après, un autre incident a été signalé près de la frontière entre le Cameroun et le Nigeria ; des gendarmes camerounais ont attaqué le village d'Abana dans l'État de Cross River, tuant 6 personnes et coulant 14 bateaux de pêche. Les 18 et 19 février, les forces nigérianes ont attaqué les Camerounais et ont occupé toute la péninsule, y compris les villages d'Akwa, d'Archibong, d'Atabong et de Kawa Bana. 1 à 25 personnes ont été tuées lors des affrontements. Le 29 mars, le Cameroun a porté l'affaire devant la Cour internationale de justice (CIJ). Au début du mois d'août 1995, de violents combats ont eu lieu, et des sources locales affirment que 30 personnes ont été tuées, ce qui n'a jamais été officiellement confirmé. Le 3 février 1996, un autre affrontement a eu lieu, faisant plusieurs victimes. Après ces incidents armés, le Nigeria a allégué que la France avait déployé des soldats dans la région. La France a déclaré qu'elle avait stationné deux hélicoptères et quinze parachutistes au Cameroun, mais qu'elle ne s'était pas déployée dans la péninsule. Entre fin 1999 et début 2000, les forces françaises ont établi une base militaire à proximité du territoire contesté. Les combats entre 1995 et 2005 auraient fait 70 morts.

## Prélude
En 2001, l'armée camerounaise a enregistré deux morts et onze disparus dans ce qui a été décrit à l'époque comme une attaque de pirates. Le 10 octobre 2002, la CIJ a déterminé que le Cameroun était le propriétaire légitime de la péninsule. À Bakassi, il y avait au moins 300 000 Nigérians, qui représentaient à l'époque 90 % de la population. Ils devaient choisir entre renoncer à leur nationalité nigériane, la conserver et être traités comme des ressortissants étrangers, ou quitter la péninsule et s'installer au Nigeria. Les Nations unies (ONU) ont soutenu le verdict de la CIJ, faisant pression sur le Nigeria pour qu'il l'accepte. Le président nigérian, Olusegun Obasanjo, s'était attiré de nombreuses critiques de la part de la communauté internationale et à l'intérieur du Nigeria. Il a accepté à contrecœur le jugement, bien qu'il n'ait pas immédiatement retiré les forces nigérianes de la péninsule,. Un accord a été signé pour commencer à délimiter l'ensemble de la frontière nigéro-camerounaise ; en raison de points de référence contradictoires des cartes coloniales, ce processus n'est toujours pas achevé en février 2021.
Le 12 juin 2006, le Nigeria et le Cameroun ont signé l'accord de Greentree, qui permet au Nigeria de maintenir son administration civile à Bakassi pendant deux années supplémentaires. L'armée nigériane a accepté de retirer au moins 3 000 soldats dans un délai de 60 jours. Elle a également accepté de rétrocéder une partie au Cameroun. À la suite de cet accord, une délégation bakassienne a menacé de déclarer l'indépendance si la rétrocession était mise à exécution. Le 2 juillet 2006, le Mouvement pour l'autodétermination de Bakassi (BAMOSD) a annoncé qu'il se joindrait au Mouvement pour l'émancipation du delta du Niger (MEND) pour faire sécession du Cameroun et le 9, il a mis sa menace à exécution. Avec la Southern Cameroons People's Organisation (SCAPO), ils ont déclaré l'indépendance de la "République démocratique de Bakassi". Les séparatistes ont reçu le soutien des rebelles séparatistes biafrais. Le Sénat nigérian a déclaré en novembre 2007 que la cession de Bakassi était illégale, mais cette action du Sénat est restée sans effet.

## Phase principale du conflit
René Claude Meka, chef d'état-major du Cameroun, a été chargé de sécuriser le territoire en déployant le Bataillon d'intervention rapide (BIR). L'insurrection était essentiellement basée sur la mer et les mangroves de Bakassi offraient des cachettes aux insurgés. Ils ont utilisé des tactiques de pirates dans leur lutte : attaque de navires, enlèvement de marins et raids maritimes sur des cibles aussi éloignées que Limbé et Douala. Le Nigeria a également été confronté à des attaques d'insurgés, les rebelles du sud du pays étant farouchement opposés au changement de frontière. Le 17 août 2006, le chef du BAMOSD est mort dans un accident de voiture avec 20 autres personnes dans l'État de Cross River.
Des affrontements ont eu lieu dans la région entre des soldats nigérians présumés et des soldats camerounais le 13 novembre 2007, au cours desquels 21 soldats camerounais ont trouvé la mort. Le Nigeria a nié toute implication dans ces affrontements et a affirmé que ses soldats avaient également été attaqués par un groupe armé inconnu ; il a également affirmé qu'aucun de ses soldats n'avait été tué. La région a été assiégée par des criminels et des rebelles nigérians, et un groupe rebelle jusqu'alors inconnu, appelé les Libérateurs du Sud du Cameroun (LSCP), a revendiqué la responsabilité de certains meurtres. D'autres soldats camerounais ont été tués lors d'attaques en juin et juillet 2008. Le 14 août, le Nigeria s'est officiellement retiré de Bakassi, 50 personnes ayant été tuées l'année précédente. En octobre 2008, un groupe militant connu sous le nom de Bakassi Freedom Fighters (BFF) est monté à bord d'un navire et a pris son équipage en otage, menaçant de les exécuter si le gouvernement camerounais n'acceptait pas de négocier l'indépendance de Bakassi. Cette action du BFF n'a pas eu d'impact sur les politiques du Nigeria et du Cameroun concernant la péninsule. Le 14 août 2009, le Cameroun a pris le contrôle total de Bakassi. Le 25 septembre, une offre d'amnistie a été faite et la plupart des milices bakassiennes ont rendu leurs armes et sont retournées à la vie civile.
Le BFF a refusé de se rendre ; s'alliant à des militants du delta du Niger, ils ont déclaré qu'ils détruiraient l'économie locale. En décembre 2009, un policier a été tué au large de Bakassi dans un canot motorisé et le BFF a revendiqué la responsabilité. Du 6 au 7 février 2011, les rebelles ont lancé une attaque à Limbé et ont tué deux Camerounais, en ont blessé un, et onze étaient portés disparus. En 2012, le BAMOSD a lancé un drapeau national et a déclaré l'indépendance le 9 août. Le 16, ils ont capturé deux Camerounais. En 2013, le Cameroun a lancé une violente répression, provoquant la fuite de 1 700 personnes. Cela a mis en colère de nombreux Nigérians et a incité le gouvernement nigérian à menacer d'une intervention militaire. Cette intervention ne s'est jamais concrétisée.

## Conséquences et insurrection de bas niveau
Après l'accord, de nombreux résidents ont eu des problèmes pour faire reconnaître leur nationalité dans les deux pays. Un manque de documents d'identification a fait qu'un certain nombre de Nigérians risquent de devenir apatrides, après la cession de Bakassi. Depuis la cession de Bakassi, les Camerounais brutalisent et harcèlent les Nigérians locaux. Selon l'universitaire Agbor Beckly, la police camerounaise veut les faire partir. En raison de la discrimination des Camerounais à l'égard des locaux, la plupart d'entre eux ont peur et risquent de devenir apatrides, et beaucoup ont décidé de ne pas enregistrer leurs enfants comme Camerounais. Le 15 août 2013, le gouvernement camerounais a obtenu la pleine souveraineté sur Bakassi et les résidents ont dû payer leurs premiers impôts après une transition de 5 ans sans impôts. Bien que l'activité militante à Bakassi se soit progressivement calmée, la cause du conflit reste non résolue. Depuis septembre 2008, plus d'un tiers de la population nigériane locale a fui au Nigeria. Le 13 février 2015, des militants ont tué un policier et en ont enlevé un autre. En 2017, une crise diplomatique a éclaté lorsqu'il a été rapporté que des soldats camerounais avaient tué 97 citoyens nigérians à Bakassi. Ce rapport s'est révélé faux, et le Cameroun a ensuite renvoyé deux chefs de village qu'il a jugé responsables de la diffusion de la fausse nouvelle.
En 2018, une rébellion de grande ampleur avait éclaté dans les régions anglophones du Cameroun, dont Bakassi. En mai 2019, il a été signalé que la police camerounaise avait détruit la communauté de pêcheurs d'Abana, tuant au moins 40 personnes. Les autorités ont nié que des membres de la police aient été impliqués et ont accusé une milice locale. Selon le gouvernement de l'État, des soldats camerounais se sont ensuite rendus à Abana et ont arrêté 15 personnes soupçonnées d'avoir participé aux meurtres.
En janvier 2021, la Ligue des Nations du Biafra (BNL) s'est plainte que certains de ses membres ainsi que des activistes pro-séparatistes avaient été arrêtés et torturés par les soldats camerounais, tant à Bakassi qu'en territoire nigérian. Le groupe a déclaré qu'il hisserait le drapeau biafrais dans la péninsule de Bakassi et a affirmé que les habitants s'identifiaient davantage aux Biafrais qu'aux Camerounais. Le groupe a demandé aux compagnies pétrolières de quitter les lieux et a menacé de porter des armes contre le Cameroun. Quelques mois plus tard, le groupe a déclaré qu'il ne permettrait pas au Cameroun de garder le contrôle de Bakassi, et a affirmé que plusieurs milices locales de la péninsule étaient fidèles à la cause biafraise. Les dirigeants du BNL ont fait valoir que l'insurrection croissante dans le sud-est du Nigeria permettrait aux loyalistes biafrais de s'emparer de Bakassi, et ont menacé de lancer des raids pirates dans les eaux voisines. Le 8 novembre 2021, le BNL a pris le contrôle d'un poste frontière entre Akpabuyo et Bakassi, bloquant la route menant à la péninsule et hissant le drapeau biafrais. Les militants ont battu en retraite avant qu'un contingent des forces armées nigérianes n'arrive sur place. Dans les semaines qui ont suivi, le BNL a affirmé avoir saisi des territoires à Bakassi.